# Грехът на Малтица
„Грехът на Ма́лтица“ е български телевизионен игрален филм (историческа драма) от 1985 година на режисьора Тодор Динов, по сценарий на Лиляна Михайлова. Оператор е Мирчо Борисов. Музиката във филма е композирана от Борис Карадимчев. Художник е Милко Мартинов. 
Филмът е реализиран по едноименния исторически роман на Лиляна Михайлова.

## Сюжет
Действието във филма се развива през 1878 г. в малко градче през зимата. Съпругът на Малтица е съдържател на малко кафене и се занимава с революционна дейност. Бременната Малтица е принудена да стане куриер. За да не я заподозрят, тя става много мила с турците, което е причина да започват да я гледат с известни неодобрение и съмнение всички нейни сънародници/чки в селището.

## Актьорски състав
| Роля              | Изпълнител           |
| ----------------- | -------------------- |
| Ма́лтица           | Петя Силянова        |
| Михаил кафеджията | Георги Новаков       |
| Халил ефенди      | Илия Добрев          |
| даскал Данчов     | Петър Петров         |
| агентът Костов    | Йосиф Сърчаджиев     |
|                   | Стефан Мавродиев     |
| Рифат ага         | Васил Попилиев       |
| писарят           | Георги Русев         |
|                   | Стефан Василев       |
|                   | Емил Марков          |
|                   | Теодор Юруков        |
|                   | Златина Тодева       |
|                   | Иван Янчев           |
|                   | Вяра Ковачева        |
|                   | Николай Костов       |
|                   | Иван Гайдарджиев     |
|                   | Владимир Давчев      |
|                   | Цветана Гайдарджиева |